# 24 uur van Le Mans 1952

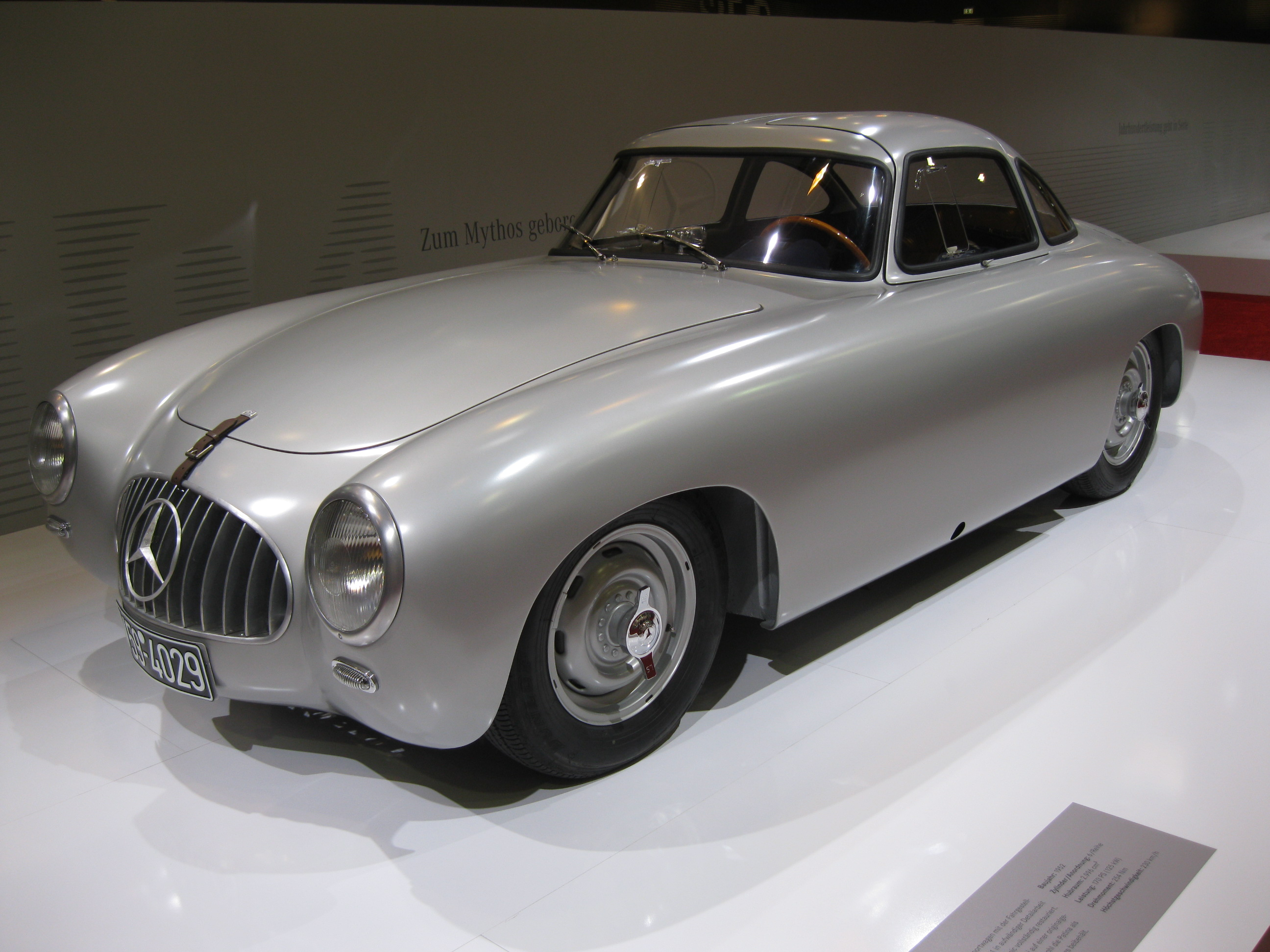
De winnende auto: een Mercedes-Benz W194.

De 24 uur van Le Mans 1952 was de 20e editie van deze endurancerace. De race werd verreden op 14 en 15 juni 1952 op het Circuit de la Sarthe nabij Le Mans, Frankrijk.
De race werd gewonnen door de Daimler-Benz A.G. #21 van Hermann Lang en Fritz Riess, die allebei hun enige Le Mans-zege behaalden. De S 5.0-klasse werd gewonnen door de Donald Healey Motor Co. #10 van Leslie Johnson en Tommy Wisdom. De S 8.0-klasse werd gewonnen door de Briggs Cunningham #1 van Briggs Cunningham en William Spear. De S 2.0-klasse werd gewonnen door de Scuderia Lancia #39 van Gino Valenzano en Umberto Castiglioni. De S 1.1-klasse werd gewonnen door de Porsche KG #50 van Auguste Veuillet en Edmond Mouche. De S 1.5-klasse werd gewonnen door de Marcel Becquart #45 van Marcel Becquart en Gordon Wilkins. De S 750-klasse werd gewonnen door de Établissements Monopole #60 van Pierre Hémard en Eugène Dussous.

## Race
Winnaars in hun klasse zijn vetgedrukt. Auto's die minder dan 70% van de afstand van de winnaar van hun klasse hadden afgelegd werden niet geklasseerd. De #47 Auguste Lachaize werd gediskwalificeerd vanwege een overtreding in de pitstraat. De #12 Luigi Chinetti werd gediskwalificeerd omdat de brandstof van deze auto te vroeg werd bijgevuld.
| Pos. | Klasse | No. | Team                            | Coureurs                                      | Chassis                       | Motor                            | Ronden |
| ---- | ------ | --- | ------------------------------- | --------------------------------------------- | ----------------------------- | -------------------------------- | ------ |
| 1    | S 3.0  | 21  | Daimler-Benz A.G.               | Hermann Lang Fritz Riess                      | Mercedes-Benz W194            | Mercedes-Benz 3.0L S6            | 277    |
| 2    | S 3.0  | 20  | Daimler-Benz A.G.               | Theo Helfrich Helmut Niedermayr               | Mercedes-Benz W194            | Mercedes-Benz 3.0L S6            | 276    |
| 3    | S 5.0  | 10  | Donald Healey Motor Co.         | Leslie Johnson Tommy Wisdom                   | Nash-Healey 4 Litre           | Nash 4.1L S6                     | 262    |
| 4    | S 8.0  | 1   | Briggs Cunningham               | Briggs Cunningham William Spear               | Cunningham C-4R               | Chrysler 5.4L V8                 | 252    |
| 5    | S 5.0  | 14  | Luigi Chinetti                  | André Simon Lucien Vincent                    | Ferrari 340 America (Vignale) | Ferrari 4.1L V12                 | 250    |
| 6    | S 2.0  | 39  | Scuderia Lancia                 | Gino Valenzano Umberto Castiglioni            | Lancia Aurelia B.20 GT        | Lancia 1991cc V6                 | 248    |
| 7    | S 3.0  | 32  | Peter Clark                     | Peter Clark Mike Keen                         | Aston Martin DB2              | Aston Martin 2.6L S6             | 248    |
| 8    | S 2.0  | 40  | Scuderia Lancia                 | Felice Bonetto Enrico Anselmi                 | Lancia Aurelia B.20 GT        | Lancia 1991cc V6                 | 247    |
| 9    | S 8.0  | 6   | André Chambas                   | André Chambas André Morel                     | Talbot-Lago T26 SS Spyder     | Talbot-Lago 4.5L S6 supercharged | 235    |
| 10   | S 2.0  | 42  | Mrs P. Trevelyan                | Rodney Peacock Gerry Ruddock                  | Frazer Nash Le Mans Mk.II     | Bristol 1970cc S6                | 225    |
| 11   | S 1.1  | 50  | Porsche KG                      | Auguste Veuillet Edmond Mouche                | Porsche 356 SL                | Porsche 1086cc F4                | 220    |
| 12   | S 1.1  | 52  | Automobiles Panhard et Levassor | Robert Chancel Charles Plantivaux             | Monopole Dyna X86 Coupe       | Panhard 851cc F2                 | 217    |
| 13   | S 1.5  | 45  | Marcel Becquart                 | Marcel Becquart Gordon Wilkins                | Jowett Jupiter R1             | Jowett 1486cc F4                 | 210    |
| 14   | S 750  | 60  | Établissements Monopole         | Pierre Hémard Eugène Dussous                  | Monopole X84                  | Panhard 612cc F2                 | 208    |
| 15   | S 750  | 68  | RNU Renault                     | Ernest de Regibus Marius Porta                | Renault 4CV-1063              | Renault 747cc S4                 | 195    |
| 16   | S 750  | 61  | Raymond Gaillard                | Raymond Gaillard Pierre Chancel               | Panhard Dyna X84 Sport        | Panhard 611cc F2                 | 186    |
| 17   | S 750  | 67  | RNU Renault                     | Jean Rédélé Guy Lapchin                       | Renault 4CV-1063              | Renault 747cc S4                 | 178    |
| DNF  | S 5.0  | 8   | Pierre Levegh                   | Pierre Levegh René Marchand                   | Talbot-Lago T26 GS Spyder     | Talbot-Lago 4.5L S6              | -      |
| DNF  | S 3.0  | 25  | Aston Martin Ltd.               | Lance Macklin Peter Collins                   | Aston Martin DB3 Spyder       | Aston Martin 2.6L S6             | -      |
| DNF  | S 5.0  | 65  | Eugène Chaboud                  | Eugène Chaboud Charles Pozzi                  | Talbot-Lago T26 GS Spyder     | Talbot-Lago 4.5L S6              | -      |
| DNF  | S 1.5  | 48  | Automobili OSCA                 | Mario Damonte Fernand Lacour                  | OSCA MT-4 Coupé (Vignale)     | OSCA 1342cc S4                   | -      |
| DNF  | S 2.0  | 41  | Automobiles Frazer Nash Ltd.    | Richard Stoop Peter Wilson                    | Frazer Nash Mille Miglia      | Bristol 1979cc S6                | -      |
| DSQ  | S 1.5  | 47  | Auguste Lachaize                | Auguste Lachaize Eugène Martin                | Porsche 356 SL                | Porsche 1484cc F4                | -      |
| DNF  | S 1.5  | 46  | Jowett Cars Ltd.                | Bert Hadley Tommy Wise                        | Jowett Jupiter R1             | Jowett 1486cc F4                 | -      |
| DNF  | S 750  | 56  | Just-Emile Vernet               | Just-Emile Vernet Jean Pairard                | Renault 4CV-1063              | Renault 747cc S4                 | -      |
| DNF  | S 3.0  | 31  | Nigel Mann                      | Nigel Mann Mortimer Morris-Goodall            | Aston Martin DB2              | Aston Martin 2.6L S6             | -      |
| DNF  | S 8.0  | 5   | S.H. Allard                     | Zora Arkus-Duntov Frank Curtis                | Allard J2X Le Mans            | Chrysler 5.4L V8                 | -      |
| DNF  | S 8.0  | 4   | S.H. Allard                     | Sydney Allard Jack Fairman                    | Allard J2X Le Mans            | Chrysler 5.4L V8                 | -      |
| DNF  | S 2.0  | 43  | Alexis Constantin               | Alexis Constantin Jacques Poch                | Peugeot 203C                  | Peugeot 1290cc S4 supercharged   | -      |
| DSQ  | S 5.0  | 12  | Luigi Chinetti                  | Luigi Chinetti Jean Lucas                     | Ferrari 340 America           | Ferrari 4.1L V12                 | -      |
| DNF  | S 3.0  | 34  | Automobiles Gordini             | Jean Behra Robert Manzon                      | Gordini T15S                  | Gordini 2.3L S6                  | -      |
| DNF  | S 5.0  | 9   | Pierre Meyrat                   | Pierre Meyrat Guy Mairesse                    | Talbot-Lago T26 GS Spyder     | Talbot-Lago 4.5L S6              | -      |
| DNF  | S 3.0  | 33  | Charles Moran jr.               | Charles Moran jr. Franco Cornacchia           | Ferrari 212 MM                | Ferrari 2.6L V12                 | -      |
| DNF  | S 750  | 59  | Automobiles Panhard et Levassor | Jacques Savoye Raymond Lienard                | Monopole X84                  | Panhard 612cc F2                 | -      |
| DNF  | S 3.0  | 30  | Scuderia Ferrari                | Pierre Boncompagni Tom Cole jr.               | Ferrari 225 S Berlinetta      | Ferrari 2.7L V12                 | -      |
| DNF  | S 1.5  | 64  | Maus Gatsonides                 | Maus Gatsonides Hugo van Zuylen van Nijeveldt | Jowett Jupiter R1             | Jowett 1486cc F4                 | -      |
| DNF  | S 3.0  | 22  | Daimler-Benz A.G.               | Karl Kling Hans Klenk                         | Mercedes-Benz W194            | Mercedes-Benz 3.0L S6            | -      |
| DNF  | S 8.0  | 2   | Briggs Cunningham               | Phil Walters Duane Carter                     | Cunningham C-4RK              | Chrysler 5.4L V8                 | -      |
| DNF  | S 750  | 54  | RNU Renault                     | Louis Pons Paul Moser                         | Renault 4CV-1063              | Renault 747cc S4                 | -      |
| DNF  | S 1.1  | 51  | Porsche KG                      | Huschke von Hanstein Petermax Müller          | Porsche 356 SL                | Porsche 1086cc F4                | -      |
| DNF  | S 8.0  | 3   | Briggs Cunningham               | John Cooper Fitch George Rice                 | Cunningham C-4R               | Chrysler 5.4L V8                 | -      |
| DNF  | S 5.0  | 15  | Ecurie Rosier                   | Louis Rosier Maurice Trintignant              | Ferrari 340 America Spyder    | Ferrari 4.1L V12                 | -      |
| DNF  | S 750  | 58  | Automobiles Deutsch et Bonnet   | Jean-Paul Colas Robert Schollmann             | DB Coach                      | Panhard 745cc F2                 | -      |
| DNF  | S 1.5  | 44  | Automobiles Gordini             | Roger Loyer Clarence de Rinen                 | Gordini T15S                  | Gordini 1490cc S4                | -      |
| DNF  | S 5.0  | 16  | Luigi Chinetti                  | Pierre-Louis Dreyfus René Dreyfus             | Ferrari 340 America Spyder    | Ferrari 4.1L V12                 | -      |
| DNF  | S 5.0  | 18  | Jaguar Cars Ltd.                | Tony Rolt Duncan Hamilton                     | Jaguar C-Type                 | Jaguar 3.5L S6                   | -      |
| DNF  | S 750  | 57  | Automobiles Deutsch et Bonnet   | René Bonnet Élie Bayol                        | DB Sport                      | Panhard 745cc F2                 | -      |
| DNF  | S 3.0  | 26  | Aston Martin Ltd.               | Dennis Poore Pat Griffith                     | Aston Martin DB3 Spyder       | Aston Martin 2.6L S6             | -      |
| DNF  | S 3.0  | 35  | Robert Lawrie                   | Robert Lawrie John Isherwood                  | Morgan Plus 4                 | Standard 2.1L S4                 | -      |
| DNF  | S 5.0  | 11  | Donald Healey Motor Co.         | Pierre Veyron Yves Giraud-Cabantous           | Nash-Healey                   | Nash 4.1L S6                     | -      |
| DNF  | S 750  | 53  | RNU Renault                     | Yves Lesur André Briat                        | Renault 4CV-1063              | Renault 747cc S4                 | -      |
| DNF  | S 3.0  | 62  | Scuderia Ferrari                | Alberto Ascari Luigi Villoresi                | Ferrari 250 S Berlinetta      | Ferrari 3.0L V12                 | -      |
| DNF  | S 5.0  | 17  | Jaguar Cars Ltd.                | Stirling Moss Peter Walker                    | Jaguar C-Type                 | Jaguar 3.5L S6                   | -      |
| DNF  | S 5.0  | 19  | Jaguar Cars Ltd.                | Peter Whitehead Ian Stewart                   | Jaguar C-Type                 | Jaguar 3.5L S6                   | -      |
| DNF  | S 750  | 55  | Jacques Lecat                   | Jacques Lecat Henri Senfftleben               | Renault 4CV-1063              | Renault 747cc S4                 | -      |
| DNF  | S 3.0  | 27  | Aston Martin Ltd.               | Reg Parnell Eric Thompson                     | Aston Martin DB3 Coupe        | Aston Martin 2.6L S6             | -      |
| DNF  | S 1.1  | 49  | Mécanorma                       | Norbert Jean Mahé José Scaron                 | Gordini T11 MM                | Simca 1091cc S4                  | -      |
| DNS  | S 5.0  | 7   | Ecurie Rosier                   | Jean-Louis Rosier Jean Estager                | Ferrari 340 America           | Ferrari 4.1L V12                 | 0      |

1923 · 1924 · 1925 · 1926 · 1927 · 1928 · 1929 · 1930 · 1931 · 1932 · 1933 · 1934 · 1935 · 1936 · 1937 · 1938 · 1939 · 1940 - 1948 · 1949 · 1950 · 1951 · 1952 · 1953 · 1954 · 1955 (Ramp) · 1956 · 1957 · 1958 · 1959 · 1960 · 1961 · 1962 · 1963 · 1964 · 1965 · 1966 · 1967 · 1968 · 1969 · 1970 · 1971 · 1972 · 1973 · 1974 · 1975 · 1976 · 1977 · 1978 · 1979 · 1980 · 1981 · 1982 · 1983 · 1984 · 1985 · 1986 · 1987 · 1988 · 1989 · 1990 · 1991 · 1992 · 1993 · 1994 · 1995 · 1996 · 1997 · 1998 · 1999 · 2000 · 2001 · 2002 · 2003 · 2004 · 2005 · 2006 · 2007 · 2008 · 2009 · 2010 · 2011 · 2012 · 2013 · 2014 · 2015 · 2016 · 2017 · 2018 · 2019 · 2020 · 2021 · 2022 · 2023 · 2024